# Maciej Borris
Maciej Borris (* 30. September 1994) ist ein polnischer Volleyballspieler.

## Karriere
Borris begann seine Karriere 2011 bei Norwid Częstochowa. Von 2014 bis 2016 spielte er bei AZS Łódź. Danach war er in der polnischen Liga jeweils eine Saison bei TS Victoria PWSZ Wałbrzych, LKPS Politechnika Lublin und AZS Częstochowa aktiv. 2019 verließ der Mittelblocker erstmals die Heimat und wechselte zum österreichischen Erstligisten Union Volleyball Waldviertel. Mit dem Verein spielte er im Challenge Cup und wurde Dritter im MEVZA-Cup. In der Saison 2020/21 war er mit Waldviertel ebenfalls im Challenge Cup vertreten. Im MEVZA-Cup gab es einen vierten Platz und in der österreichischen Liga einen dritten Rang. Danach ging Borris zum griechischen Verein AONS Milon. Die Saison 2022/23 absolvierte er beim deutschen Bundesligisten WWK Volleys Herrsching. 2023 wechselte er zum Ligakonkurrenten Helios Grizzlys Giesen.